# Spilosoma bipartita
Spilosoma bipartita är en fjärilsart som beskrevs av Rothschild 1933. Spilosoma bipartita ingår i släktet Spilosoma och familjen björnspinnare. Inga underarter finns listade i Catalogue of Life.